# Léon Elchinger
Léon-Arthur-Auguste Elchinger (ur. 2 lipca 1908 w Soufflenheim, zm. 27 czerwca 1998) – francuski duchowny katolicki, biskup. Święcenia kapłańskie przyjął w 1931 roku, zaś w 1957 został mianowany przez papieża Piusa XII biskupem koadiutorem diecezji Strasbourgu ze stolicą tytularną Antandrus. Rządy w diecezji objął 30 grudnia 1966 roku. W 1984 złożył rezygnację w związku z ukończeniem 75 roku życia. Zmarł w wieku 90 lat w 1998 roku. Brał udział we wszystkich czterech sesjach Soboru watykańskiego II.